# پیتر گریفن

پیتر گریفن

پیتر گریفن (به انگلیسی: Peter Griffin) یک شخصیت کمدی خیالی متولد ۱۹۶۴ در سریال پویانمایی مرد خانواده می‌باشد. او پدر خانوادهٔ گریفن می‌باشد. این شخصیت توسط خود ست مک‌فارلن در سال ۱۹۹۸ طراحی شده‌است. ست مک‌فارلن به جای این شخصیت صحبت می‌کند. همچنین او عاشق آبجو و کارای احمقانه و سکسی خود با دوستان است.

## ویژگی‌ها
پیتر یک آمریکایی ایرلندی تبار کاتولیک از قشر متوسط است که در رود آیلند زندگی می‌کند و لهجه‌ای بوستونی دارد. او شوهر لوییس و پدر کریس، مگ و استووی می‌باشد. وی فردی خوشگذران است و از دیدن سریال‌های تلویزیونی لذت می‌برد.پیتر معروف به کار های احمقانه و غیر قابل پیش بینی اش است. 